# Spomenik palim borcima Svirče
Spomenik palim borcima Svirče je monumentalni, više od 7 metara visoki spomenik kod mjesta Svirče na otoku Hvaru, rad kipara Dinka Vrankovića. 

## Povijesna pozadina
Spomenik je podignut kao znak pijeteta i sjećanja na 16 Svirčana poginulih u borbama tijekom Narodnooslobodilačkoga rata. 
Podignut je na ulazu u mjesto, na lokaciji na kojoj su trojica Svirčana, na visokom boru, 1. svibnja 1942. izvjesila crvenu zastavu.

## Podizanje spomenika
Prva inicijativa za podizanjem spomenika, datira iz vremena neposredno iza Drugog svjetskog rata. No tada prikupljena sredstva uložena su u podizanje nove Osnovne škole u Jelsi, koju su pohađala i djeca iz Svirača. 
Materijalna sredstva za građevni materijal – armirani beton (bijeli lijevani cement) iz kojeg je podignut spomenik, osigurali su sami mještani Svirača, najprije borci odricanjem po jedne boračke mirovine, a kasnije i svi ostali, pa čak i mještani koji su iselili u prekomorske zemlje. Spomenik je podignut vlastitim radom mještana Svirača, te su sva prikupljena sredstva uložena u neposredne materijalne troškove gradnje.
Spomenik je podignut tijekom kasnoga ljeta 1981. Trebao je biti svečano otvoren na Dan borca, 4. srpnja 1982., no na koncu je otvoren 27. srpnja 1982. na Dan ustanka naroda Hrvatske.

## Likovne odlike spomenika
Autor likovne koncepcije spomenika, akademski umjetnik, prof. Dinko Vranković, koji je idejnu koncepciju kao i neposrednu fizičku izvedbu spomenika realizirao pro bono, tj. besplatno, u svojem je obrazloženju iz 1981. ovako opisao spomenik: 
 „Moto ovog spomenika je „Za spomen poginulima – na ponos živima“. Skulptura je suvremena u izrazu i odražava snagu, ljepotu i jednostavnost. Sadržaj skulpture je takav da svatko može razumjeti i doživjeti na svoj način. U svojoj osnovi skulptura simbolizira stablo iz čijih podrezanih grana mogu izrasti mladice koje će dati novi život i donijeti nove plodove. Skulptura može podsjetiti na stisnutu šaku. Taj stisak mora biti vječna opomena i poticaj na čvrstoću. Ova skulptura može podsjetiti i na ruku sklopljenu u zakletvu i tada mora značiti obavezu za održavanjem te zakletve. Ako skulptura podsjeti na još neprocvjeteni pupoljak, onda to znači našu vječitu nadu da će taj cvijet jednom otvoriti svoje latice u svoj svojoj ljepoti i donijeti plod.“ 
Spomenik je u njegovu budućem okružju autor osmislio ovako:
 „Skulptura bi bila izrađena od bijelog lijevanog cementa. Površina bi bila rustična, što bi izgledu skulpture davalo svježinu i uklopilo je u ambijent. Bjelina skulpture isticala bi se u ambijentu svojim tonalitetom naglasivši joj oblik. Visina skulpture ne bi smjela biti prigušena okolinom, već se mora doživjeti slobodnom. U sklopu spomenika nalazio bi se blok sa ispisanim imenima poginulih, kao i moto spomenika. “ 

## Povijesnoumjetnički kontekst
U svojoj monografiji o kiparima otoka Hvara, povjesničar umjetnosti Vinko Srhoj o ovom spomeniku navodi sljedeće: 
„Vrankovićav spomenik dobro se uklapa u struju koja je na prostoru bivše države ostvarila neka od najboljih rješenja spomeničke memorije na rat i revoluciju u nekoj od komunističkih zemalja, kako nas uvjeravaju i strani autoriteti poput fotografa Jana Kempenaersa i arhitekta Willema Jana Neutelingsa. Neutelings, na osnovi viđenog s Kempenaersovih fotografija zaključuje da nešto slično u spomeničkoj skulpturi ne postoji u zemljama istog ideološkog sustava, jer su ti spomenici lišeni kulta ličnosti, zaključivši: „nije riječ o prikazima velikih vođa, nemaju simbole komunizma kao što su zvijezde ili isklesani radnici i njihove supruge. Oni su ikonografija slavlja i u potpunosti su neutralni. Ta „ikonografija slavlja“ našla je svoje simbolično mjesto i u Vrankovićevu spomeniku. Trokraka uspravljena skulptura koja niče iz organske forme stupa koji se pri vrhu proširuje i račva u tri svinuta kraka i po mišljenju samoga kipara može svojom stilizacijom usmjeriti u asocijacije prema stablu podrezanih grana (moguće podsjećanje na stradale borce NOB-a), iz čijeg živog korijena (podsjećanje na čokot loze) mogu niknuti mladice novog života. Asocijacije, po autoru, mogu ići i prema stisnutoj šaci koja simbolizira čvrstoću i obranaški stav. Da je Vranković u dosluhu s nekim rješenjima spomeničke skulpture koja već postoji u nas vidljivo je i u sličnosti s primjerice Janešovim spomenikom Sisačkom partizanskom odredu u šumi Brezovici kod Siska (1981.). Janešova forma ima složeniju višedijelnu kompozitnost, elegantnije se proteže u visinu, ali ima sličan završetak s oblikom pupoljka koji se zatvara/otvara kao i na Vrankovićavu rješenju. Smjer asociranja koji priziva stisnutu šaku otpora, mogao bi našu skulpturu povezati s jednim znatno ranijim rješenjem Tri šake Ivana Sabolića na brdu Bubanj kod Niša (1963.). No Sabolićave šake doista su monumentalna posveta snažnoj ruci koja antejski niče iz zemlje i opasno prijeti. Vrankovićava šaka, međutim, uz malo nategnutu asocijaciju, nema Sabolićava čvrstine i snage nego blago, gotovo gracilno, uvija „prste“ prema unutra. Ona je, zaključimo, prije čaška čije se latice zatvaraju ili otvaraju, a teško ruka koja smjera nekoj odlučnoj gesti.“

## Kritički diskurs
Uz ovaj opsežniji Srhojev osvrt valja napomenuti da Janešev spomenik u Brezovici kraj Siska sasvim sigurno nije mogao utjecati na Vrankovićevo rješenje spomenika u Svirčima, jer su oba spomenika podignuta iste, 1981. godine, kako to uostalom svjedoči i tekst Jakše Fiamenga o podizanju spomenika u Svirčima, objavljen u „Slobodnoj Dalmaciji“ od 20. rujna 1981. u kojem je objavljena fotografija već podignutog svirčanskog spomenika. To je Srhoju bilo poznato, jer je on i sam taj članak Jakše Fiamenga on u svojem tekstu o Vrankovići izravno citirao, ali je pritom očito previdio kronološku usporednost tj. sinkronost oba ta spomenička rješenja, onog u Sisku i onog u Svirčima (za kojeg zabunom navodi da je izvedeno 1982., iako je dovršeno još koncem ljeta 1981. /dakle u potpuno isto vrijeme kada i Janešov spomenik kod Siska!/, a 27. 7. 1982. je samo svečano otvoreno), koja onemogućuje da je bilo koje od tih dvaju uspjelih rješenja utjecalo na ono drugo.
Što se tiče usporedbe spomenika u Svirčima s onim Sabolićevim kraj Niša, Srhoj ulazi u djelomičnu kontradikciju, navodeći da je Vrankovićevo rješenje „gracilno“, dok je uspoređujući prije toga ga s Janešovim, bio naveo da je manje „elegantno“ (s čime se teško složiti s obzirom na to da se Janešovo sastoji od "snopa" vertikalnih formi, koje zbog svoje množine i mogu biti istanjene, a Vrankovićevo od jednog "stupa" koji zbog svoje nosivosti nije mogao biti odveć istanjen). Iako su Srhojeve asocijacije u smjeru spomenika u Sisku i Nišu logične, obje njegove usporedbe su zapravo mehaničke, a ne generičke, jer je Vrankovićevo rješenje svirčanskog spomenika dosljedno sebi te je proporcionirano sukladno kako samoj temi, tako i specifičnim odlikama mjesta na kojem se sam spomenik nalazi.

## Vanjske poveznice
- Spomenik Svirče na Topo Hvar